# Visbur
Visbur var enligt Heimskringla kung av Svitjod och medlem av Ynglingaätten. Han var son till tidigare kung Vanlande och dennes drottning Driva. Han gifte sig med en dotter till Aude den mäktige, och de fick två söner, Gisl och Önder. Nu fann dock Visbur en ny hustru varpå den gamla reste hem till sin far och tog med sig de två sönerna. 
Med sin nya hustru fick Visbur en tredje son, Domalde. Audes dotter skall då ha sejdat olycka över Domalde. När Gisl och Önder var tolv och tretton år gick de till sin far för att få sin mors brudgåva. Visbur nekade och de två sönerna sade att guldhalsbandet skulle bli den bäste av ynglingaättens bane. Därefter red de hem till sin morfar och planerade hur de skulle mörda sin far.
Völvan Huld anlitades för att hjälpa dem, och hon sedjade så att mordet på deras far skulle leda till en tradition av släktmord inom ätten. De samlade sedan män och brände sin far till döds i hans hus. Han efterträddes sedan som kung av Domalde.